# Пугач-рибоїд рудий
Пугач-рибоїд рудий (Ketupa flavipes) — вид птахів родини совових (Strigidae). Поширений в Південно-Східній Азії.

## Поширення
Пугач-рибоїд рудий зустрічається від Гімалаїв на півночі Індії, Непалу, Бутану та Ассаму, а також північно-східного Бангладешу. Він також населяє південно-східний і центральний Китай, а також Тайвань. Ареал його поширення простягається звідти на північ М'янми та Лаосу, а також до В'єтнаму. Це осілий птах, який вважає за краще жити в лісах. Зустрічається на висоті до 1500 м в Непалі і до 2450 м на півночі Індії.

## Опис
Тварини мають довжину тіла від 48 до 58 сантиметрів. Верхня частина тіла червонувато-коричнева або червонувата, а також має широкі темні поздовжні смуги. Лопатки блідо-вохристого кольору утворюють помітну бліду лінію в області плеча. Крила і хвіст темно-коричневі з кремовими смугами. Брови, лоб і горло білуваті. Вуха вирівняні горизонтально, а не вертикально. Ноги відносно довгі і покриті оперенням у верхній третині.

## Спосіб життя
Активний у сутінках, але часто полює вдень, коли вирощує дитинчат. Воліє полювати вздовж струмків. Раціон в основному складається з риби, крабів і жаб. Він також часто полює на бамбукових щурів. Однак завдяки своїй фізичній силі він здатний і вбивати фазанів.
Відносно мало відомо про його біологію розмноження. В Індії розмножується з листопада по лютий. В Ассамі він розмножується переважно з грудня по лютий. Кладка зазвичай складається з двох яєць.